# Católicos de Goa
Los católicos goanos (en konkaní: गोंय्चे कॅतोलिक Goiche Katholik) son católicos de la antigua colonia portuguesa de Goa, una región de la costa oeste de la India.
La mayoría de los antepasados de los católicos goanos eran brahmanes saraswat, quienes llegaron a Goa desde Āryāvarta debido al debilitamiento del río Sarasvati. Su cultura es una mezcla de culturas portuguesas e indias.
La Inquisición de Goa y las guerras luso-marathas son los más desconsolantes recuerdos de su historia, que llevaron a muchos católicos de Goa a las regiones vecinas de Canara y Sawantwadi, en Maharastra.
- Datos: Q1533409
- Multimedia: Goan Catholics / Q1533409